# ジョゼ・マリオ・ジ・アウメイダ・バロス
ゼ・マリオ（Zé Mário）こと、ジョゼ・マリオ・ジ・アウメイダ・バロス（José Mário de Almeida Barros、1949年2月1日 - ）は、ブラジル・リオデジャネイロ州出身の元サッカー選手、サッカー指導者。

## 経歴
現役時代はCRフラメンゴやCRヴァスコ・ダ・ガマなどでプレーした。
監督としてはブラジル国内だけではなく、サウジアラビア、カタール代表監督など、西アジアでも多くの監督経験がある。1998年8月、鹿島アントラーズのテクニカルディレクターを務めていたジーコに請われ、鹿島の監督に就任し、2ndステージで優勝。Jリーグチャンピオンシップにも勝ち、前後期制のシーズンでは初めての年間王者に輝いた。
しかし1999年はリーグ開幕前恒例のゼロックス・スーパーカップには勝ったものの、ジョルジーニョの抜けた穴を埋めることが出来ず、その後は不振が続き、1stステージでは鹿島のクラブ史上初めてシーズンで負け越してしまう。2ndステージも開幕から4連敗を喫し、J2降格圏への転落もちらつき始めたことで、8月に鹿島フロントはゼ・マリオを解任、後任には切札とも言えるジーコを総監督として現場指揮を執らせた。

## 所属クラブ
- 1970  ボンスセッソFC
- 1971-1974  CRフラメンゴ
- 1975  フルミネンセFC
- 1976-1979  CRヴァスコ・ダ・ガマ
- 1980-1982  アソシアソン・ポルトゥゲーザ・ジ・デスポルトス

## 指導歴
- 1982-1983  ボタフォゴFR
- 1983  フィゲイレンセFC
- 1984  セアラーSC
- 1984  フェロヴィアリオAC（ポルトガル語版）
- 1985  ECフラメンゴ
- 1985  フィゲイレンセFC
- 1986  イラク代表
- 1987  ゴイアスEC
- 1988-1990  アル・アインFC
- 1991  ゴイアスEC
- 1992  アル・アラビ・ドーハ
- 1992  アメリカFC
- 1993  アル・アラビ・ドーハ
- 1993-1995  アル・リヤド
- 1995-1996  サウジアラビア代表
- 1996-1997  アル・アラビ・ドーハ
- 1997  アル・サッド
- 1998  鹿島アントラーズ
- 1998  カタール代表
- 1999  鹿島アントラーズ
- 2000-2001  SCインテルナシオナル
- 2001-2002  グアラニFC
- 2003  アル・イテファク
- 2004  アル・シャバブ
- 2005  フィゲイレンセ
- 2006-2008  アル・ワスルFC
- 2008-2009  アル・アラビ・ドーハ